# Rubem Braga
Rubem Braga (Cachoeiro de Itapemirim, 12 gennaio 1913 – Rio de Janeiro, 19 dicembre 1990) è stato uno scrittore e giornalista brasiliano. È il fratello del poeta e giornalista Newton Braga.

## Biografia
Entra nel mondo del giornalismo quando è ancora studente, a 15 anni, nel quotidiano Correio do Sul, di Cachoeiro de Itapermirim, facendo reportage e scrivendo giornalmente su Diário da Tarde.Si laurea in diritto all'Università di Belo Horizonte nel 1932, ma non esercita mai la professione. Nello stesso anno, quando si occupa della Revolução Constitucionalista, scoppiata a San Paolo, finisce per essere arrestato.
Si trasferisce a Recife, dove dirige la sezione di cronache poliziesche sul Diário de Pernambucoe fonda il periodico Folha do Povo. Nel 1936 pubblica il suo primo libro di cronache: O Conde e o Passarinhoe fonda, a San Paolo, la rivista Problemas,insieme a tante altre.
Durante la Seconda Guerra Mondiale, è stato corrispondente di guerra insieme a Força Expedicionária Brasileira. Rubem Braga fa diversi viaggi all'estero, dove svolge funzioni diplomatiche a Rabat, in Marocco, fungendo anche da corrispondente per i giornali brasiliani. Al suo ritorno, esercita il giornalismo in diverse città del paese, stabilendosi a Rio de Janeiro, dove scrive cronache e critiche letterarie per Jornal Hoje, di Rede Globo. Collabora con numerosi periodici e antologie, tra cui l'Antologia dos Poetas Contemporâneos. Il 30 giugno 2010 viene inaugurata la terza uscita della stazione della metropolitana General Osorio a Ipanema, nella zona sud di Rio de Janeiro. Il nuovo accesso, che ha due torri con due ascensori che collegano Rua Barão da Torre e Morro do Cantagalo, ha ricevuto il nome di Complexo Rubem Braga, in onore dello scrittore che per anni ha vissuto sul tetto dell'edificio accanto alla stazione.

## Opere

### Cronache
- O Conde e o Passarinho, 1936
- O Morro do Isolamento, 1944
- Com a FEB na Itália, 1945
- Um Pé de Milho, 1948
- O Homem Rouco, 1949
- 50 Crônicas Escolhidas, 1951
- Três Primitivos, 1954
- A Borboleta Amarela, 1955
- A Cidade e a Roça, 1957
- 100 Crônicas Escolhidas, 1958
- Ai de ti, Copacabana, 1960
- O Conde e o Passarinho e O Morro do Isolamento, 1961
- Crônicas de Guerra - Con la FEB in Italia, 1964
- A Cidade e a Roça e os Três Primitivos, 1964
- A Traição das Elegantes, 1968
- Crônicas do Espírito Santo, 1984(Collezione Letras Capixabas)
- As Boas Coisas da Vida, 1988
- O Verão e as Mulheres, 1990
- 200 Crônicas Escolhidas
- Casa dos Braga: Memória de Infância (destinato ai giovani)
- 1939 - Um episódio em Porto Alegre (Uma fada no front), 2002
- Histórias do Homem Rouco
- Os melhores contos de Rubem Braga(selezione David Arrigucci)
- Rubem Braga: Crônicas para Jovens(Selezione, Prefazione e Note bibliografiche Antonieta da Cunha) Global Editora, São Paulo, 2014
- O Menino e o Tuim
- Recado de Primavera
- Um Cartão de Paris
- Pequena Antologia do Braga
- O Padeiro

### Adattamenti e antologia
- O Livro de Ouro dos Contos Russos
- Os Melhores Poemas de Casimiro de Abreu(Seleção e Prefácio)
- Collezione Reencontro: Cyrano de Bergerac- Edmond Rostand(disponibile anche in Audiolibro)
- Collezione Reencontro: As Aventuras Prodigiosas de Tartarin de Tarascon- Alphonse Daudet
- Collezione Reencontro: Os Lusíadas- Luís de Camões(con Edson Braga)

### Traduzioni
- Antoine de Saint-Exupéry- Terra dos Homens (Terra degli uomini)